# Fieber - Ärzte für das Leben
Fieber - Ärzte für das Leben, nota anche come Fieber - Heiße Zeit für junge Ärzte è una serie televisiva tedesca di genere medico trasmessa dal 1998 al 2000 sull'emittente Sat.1. Protagonisti della serie sono Dirk Mierau, Alexandra Kamp, Sven Kramer, Laura Schunk, Oliver Mommsen e Christine Mayn.
La serie si compone di due stagioni, per un totale di 26 episodi (13 per stagione), della durata di 45 minuti ciascuno: il primo episodio, intitolato Wenn Gott will venne trasmesso in prima visione il 28 ottobre 1998, mentre l'ultimo, intitolato Leben und sterben, venne trasmesso in prima visione l'11 maggio 2000.

## Trama
Protagonisti delle vicende sono cinque medici neolaureati, Gottfried Schnabel, Martin Richter, Sybille Alberich, Christian Mannardt ed Ellen Korb, che svolgono il loro praticantato presso una clinica di Berlino diretta dal Prof. Kesselhoff.

## Episodi
| Stagione         | Episodi | Prima TV Germania | Prima TV Italia |
| ---------------- | ------- | ----------------- | --------------- |
| Prima stagione   | 13      | 1998              | inedita         |
| Seconda stagione | 13      | 2000              | inedita         |

## Personaggi e interpreti
- Gottfried "Gott" Schnabel, interpretato da Dirk Mierau: Gottfried "Gott" Schnabel (s. 1-2)[3][5]
- Sybille Alberich, interpretata da Alexandra Kamp (s. 1-2)[3][5]
- Martin Richter, interpretato da Sven Kramer (s. 1-2).[3][5] Si sposerà con Sybille.[3]
- Ellen Kolb, interpretata da Laura Schunk (s. 1-2)[3][5]
- Christian Mannhardt, interpretato da Oliver Mommsen (s. 1-2)[3][5]
- Dott.ssa Mariella Winkler, interpretata da Christine Mayn (s. 1-2).[3][5] Tutor degli specializzandi[3], è la compagna di Gottfried.[3]
- Prof. Kesselhoff, interpretato da Eckard Bilz. È il direttore della clinica.[3]
- Suor Anna, interpretata da Alexandra Losito (s. 1-2)[5]
- Dott. Benno Zimmermann, interpretato da Matthias Dimmer (s. 2)[5]
- Dott.ssa Kim Schneider, interpretata da Dorothée Reinoss (s. 2)[5]
- Dott. TIno Schwarz, interpretato da René Hofschneider (s. 2)[5]
- Dott.ssa Gabi Kramer, interpretata da Edda Leesch (s. 2)[5]
- Samy Schneider, interpretato da Pierre René Müller (s. 2)[5]
- Dott. Werner, inerpretato da Max Volkert Martiens (s. 2).[5] È il primario del reparto di urologia.[5]

## Produzione e distribuzione
La prima stagione andò in onda con il titolo Fieber - Ärzte für das Leben e la seconda con il titolo Fieber - Heiße Zeit für junge Ärzte.
La terza stagione avrebbe dovuto intitolarsi Fieber - Ärzte zum Verlieben, ma venne distribuita come una serie a sé stante con nuovi attori e nuovi personaggi con il titolo Sommer und Bolten: Gute Ärzte, keine Engel.